# ブロックパーティ
ブロックパーティ（英語: Block Party）とは、1つの街区の住民たちが大切な行事を執り行うために集まる大きな地域のお祝い、祭。通例では，音楽を演奏したりダンスを踊ったりして執り行われる。
ブロックパーティは、1970年代のアメリカで人気が高まった。ブロックパーティは野外で挙行されることが多く、DJのサウンドシステムの電源は、街灯から非合法に引かれた。KRS・ワンの「サウスブロンクス」という作品の中で、「街灯から引く電源、暗闇に包まれる周辺。誰もそんなん気にせえへん。宴の代わりに、街、停電（Power from a street light made the place dark. But yo, they didn't care, they turned it out.）」と、ブロックパーティの様子がMCされているのが有名である。都市部で行われているブロックパーティの多くは、非合法な営みである。彼(女)らの言葉では、これを「たむろする（loitering）」と言う。しかしながら、警察はブロックパーティを大目に見ている。なぜならば、警察は街区の全ての住人が一堂に会せば、どこかで罪が犯される可能性が減ると考えているからである。郊外では、ブロックパーティは、独立記念日や労働者の日のような祝日に開催されることが多い。あるいは稀に、新しい家族が地域に引っ越して来たり、人気の映画が上映開始を迎えたりすると、「わが街にようこそ」のような看板を掲げブロックパーティを開くこともある。このようなブロックパーティでは、バーベキュー、野外ゲーム、集団ダンスなどが行われることが多い。ブロックパーティという言葉は、ビーチパーティという言葉に関係する言葉である。またストリートパーティという言葉が同意語として用いられている。